# كارين غالاردو
كارين غالاردو (بالإسبانية: Karen Gallardo) هي منافسة ألعاب القوى تشيلية، ولدت في 6 مارس 1984 في كوبيابو في تشيلي.

## وصلات خارجية
- كارين غالاردو على موقع الاتحاد الدولي لألعاب القوى (الإنجليزية)
- كارين غالاردو على موقع أوليمبيديا (الإنجليزية)